# Tiberi Semproni Grac

Hispània Citerior

|  | Per a altres significats, vegeu «Tiberi Semproni Grac (desambiguació)». |

Tiberi Semproni Grac (llatí: Ti.Sempronius Ti.f. P.n. Gracchus)  (Roma, 162 aC - Roma, 133 aC) va ser un polític romà, cap del partit popular a Roma durant els anys centrals del segle II aC i especialment famós per les grans reformes agràries que va emprendre i que van ser continuades després pel seu germà Gai Semproni Grac.

## Biografia
El seu primer càrrec va ser el d'àugur. Appi Claudi Pulcre li va concedir la mà de la seva filla Clàudia. Després va acompanyar Publi Corneli Escipió Africà el jove a Àfrica fins al 147 aC.
Va ser qüestor l'any 137 aC i, com a tal, va acompanyar el cònsol Gai Hostili Mancí a la província d'Hispània Citerior. Els numantins, per la seva fama, només van voler negociar amb ell, i va anar a la ciutat de Numància per signar una pau en termes honorables per a les dues parts.
Degut a la derrota que havia patit Mancí, els termes proposats i acordats eren prou favorables a Roma, però massa poc per ser acceptats pel Senat, i a la tornada a Roma el Senat va anul·lar el tractat i Mancí, com a responsable, va ser entregat als numantins (136 aC). Sembla que va ser en el seu viatge a Hispània, quan va passar per Etrúria, que es va adonar de l'existència d'una enorme quantitat de terres gairebé no explotades. Grups d'esclaus carregats de cadenes treballaven amb els ramats a les immenses finques pertanyents a rics latifundistes romans que en bona part ni s'explotaven, mentre els pobres no tenien gairebé terra per cultivar.
Tiberi Grac va ser elegit tribú de la plebs el juny del 134 aC i va entrar en el càrrec a finals d'aquell any (10 de desembre) fins al 133 aC. Com a tribú, va proposar una llei (anomenada Lex Sempronia agraria) que permetia a l'Estat confiscar tots els terrenys de l'Ager publicus sense indemnitzar el qui els posseïa a títol d'ocupació (encara que es respectaven els arrendaments fets per l'Estat). Els ocupants de bona fe conservarien cinc-centes iugera (126 hectàrees) amb dues-centes cinquanta iugera addicionals per cada fill, i tot això a títol de propietat plena perpètua. Si no n'hi hagués, serien indemnitzats. També s'indemnitzarien les millores, edificis i plantacions. Les terres que així revertissin a l'Estat serien repartides en lots de trenta jovades, i distribuïdes entre ciutadans romans o bé entre ciutadans d'altres ciutats aliades de Roma situades a Itàlia, en arrendament perpetu i hereditari, a canvi de conrear-les i pagar una renda (modica) al Tresor. Es crearien triumvirs encarregats de la seva execució i elegits anualment en les assemblees per tribus (comitia tributa). Els triumvirs decidirien els litigis, quan la discussió fóra si la propietat era de l'Estat o era d'un particular (el sistema d'ocupació, vigent durant segles, feia difícil distingir entre terres particulars pròpies i terres administrades en règim d'ocupació). El repartiment es faria fins a exhaurir l'ager publicus i si no era suficient, el Tresor romà adquiriria nous terrenys a particulars per repartir-los.
L'aristocràcia s'oposava a aquesta llei, en ser qui detenia, sovint sense dret, la major part de l'ager publicus, o almenys les millors terres. Els senadors i grans propietaris (possessores) es van alarmar i van mostrar la seva oposició. L'aristocràcia estava dirigida per Publi Corneli Escipió Nasica.
L'altre tribú de la plebs, Marc Octavi, amic de Tiberi Grac, va oposar el seu veto a la llei. Per això Tiberi va fer votar la destitució del seu amic per una assemblea composta bàsicament, el dia de la votació, pels pagesos empobrits que havien acudit per donar suport a la llei. Durant la votació per la destitució, quan havien votat a favor 17 de les 35 tribus, Tiberi va suplicar al seu col·lega reconsiderar la seva posició, però Octavi s'hi va negar. Les altres 18 tribus van votar i Octavi fou destituït, fet que s'esdevenia per primera vegada en la història de Roma.
Destituït Octavi, la llei va ser aprovada i es van nomenar els triumvirs encarregats de la seva execució, que foren el mateix Tiberi Grac, el seu sogre Appi Claudi Pulcre i el seu germà Gai Semproni Grac. Durant uns mesos, els triumvirs van portar a terme la seva tasca.
En aquest temps, va arribar a Roma la notícia que el rei de Pèrgam havia llegat el seu regne a Roma i Grac va considerar que el llegat de diners que comportava havia de ser repartit entre els pobres i es podrien enviar colons a Pèrgam, però sembla que no es va arribar a concretar res.

## La caiguda
Grac estava convençut que una vegada deixés el càrrec la seva llei seria revocada i va decidir ser candidat al tribunat per a un segon mandat, cosa inèdita fins llavors. Les eleccions (juny del 133 aC) van reunir les tribus, però com que els participants habituals en aquell mes estaven ocupats a les feines del camp, bona part dels assistents eren gent de baixa condició, fàcilment manipulable pels aristòcrates; tot i així, les dues primeres tribus van votar per l'elecció de Grac; llavors, els aristòcrates van demanar suspendre l'elecció (presidia els comicis Rubri), perquè consideraven il·legal la seva presentació per a l'exercici del càrrec dos anys seguits. Rubri desconeixia si era legal o il·legal i, finalment, es va proposar demorar l'elecció fins l'endemà.
L'endemà, els auspicis eren desfavorables, però Blossi, amic de Tiberi, el va convèncer de seguir endavant; a l'assemblea reunida semblava que la gent estava del seu costat. En arribar-hi, un senador amic de Grac el va informar que els senadors estaven reunits i havien decidit posar fi a la situació com fos, recorrent als cònsols i a l'ús de la força. Els reunits, partidaris de Tiberi, van decidir resistir.
Mentrestant, els senadors van anunciar que Tiberi demanava la diadema del poder suprem i van ordenar els cònsols de salvar la República, però aquests van refusar l'ús de la violència. L'assemblea dels comicis es va dissoldre i va córrer el rumor que Tiberi havia assolit el càrrec de tribú únic sense elecció i llavors els senadors, dirigits per Escipió Nasica, al·legant la defensa de la República, van marxar cap al temple de Fides.
Tiberi va intentar fugir, però va caure i va ser capturat pels senadors i els seus seguidors i assassinat a l'entrada del temple. Publi Satureu i Luci Ruf es van disputar el mèrit del seu assassinat.

## L'oposició a la llei agrària
Va ser patent l'oposició de l'aristocràcia al repartiment de terres. Els rics posseïdors de terres no volien cedir part de les seves propietats als proletarii, però la raó principal de l'oposició era que moltes terres que inicialment eren de l'Estat, amb el temps s'havien transmès onerosament (és a dir s'havien venut a canvi de diners) i els seus posseïdors actuals tenien títols que no sempre eren títols d'ocupació (si bé en el dret romà la propietat de l'Estat no prescrivia mai i menys per l'existència de títols injustos).
Altres causes d'oposició eren l'exclusió del repartiment de qui no tenia la ciutadania romana, el que entressin en el repartiment terres de les ciutats aliades, i la resistència, també, dels propietaris locals mitjans. D'altra banda, les assemblees no podien cobrir un acte il·legal com la destitució d'un tribú, eliminant el seu dret de veto.
A les assemblees per tribus i assemblees per centúries concorrien pocs ciutadans, que en realitat solien votar qualsevol cosa que els fos presentada pel magistrat convocant (en les assemblees per cúries, trenta lictors representaven el poble i votaven també qualsevol cosa que els fos proposada, és a dir, que es limitaven a assentir les propostes del convocant). Als comicis els anaven suplantant els contiones o concilii (el contio o concilium consistia en la convocatòria del poble per part d'un magistrat, en la que donava a conèixer la llei que havia de presentar-se a futurs comicis, i en demanava el seu suport; al consell votaven tots els assistents, dels quals molts no eren ciutadans romans, i fins i tot hi havia estrangers de països llunyans i esclaus; i encara que no eren decisoris, van acabar sobreposant-se als comicis i prenent decisions).
La llei de repartiment de terres o Llei Semprònia va seguir en vigor i va permetre que la petita propietat camperola es recuperés a Itàlia i que augmentés la població capaç de servir a l'exèrcit. Però el repartiment es va estendre a terrenys de l' ager publicus que havien estat cedits a ciutats aliades i a porcions que retenien ciutadans llatins. El 129 aC es va retirar als triumvirs el seu poder decisori en els litigis greus, atribuint-lo als cònsols. Des d'aleshores, les funcions dels triumvirs van decaure i el repartiment efectiu es va paralitzar.